# فرانسوا بينو
فرانسوا بينو (بالفرنسية: François Pinault)‏ هو رجل أعمال وملياردير فرنسي، مؤسس مجموعة كيرينغ والشركة الاستثمارية أرتميس.
بدأ بينولت عمله في صناعة الأخشاب في أوائل الستينيات. استحوذت الشركة عام 1988 على استثمارات في تجارة التجزئة المتخصصة وغيرت اسمها إلى PPR. في عام 2003 نقل إدارة شركاته إلى ابنه الأكبر فرانسوا هنري بينو لمتابعة شغفه بالفن المعاصر.
بينولت هو واحد من أبرز جامعي الفن المعاصر في العالم.

## روابط خارجية
- فرانسوا بينو على موقع الموسوعة البريطانية (الإنجليزية)
- فرانسوا بينو على موقع مونزينجر (الألمانية)